# Dublagem

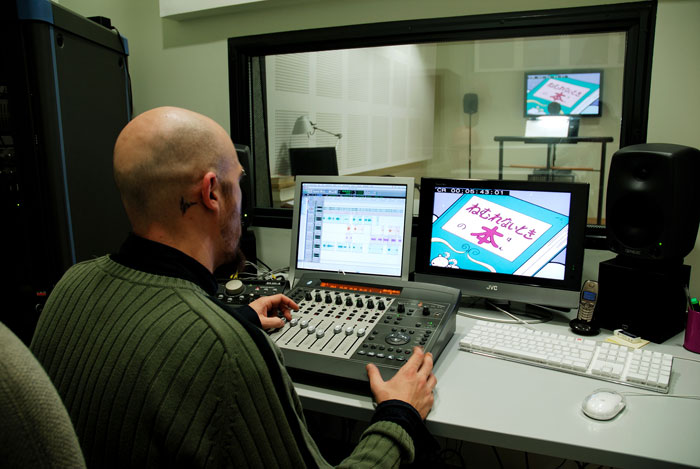
"Aquário" de um Estúdio de dublagem

A dublagem (português brasileiro) ou dobragem (português europeu) é a substituição da voz original de produções audiovisuais (filmes, séries, desenhos animados, telenovelas, documentários, reality shows, etc.) pela voz e interpretação de um ator quase sempre em outro idioma. Há também dublagem no mesmo idioma, usada para melhorar a entonação do som original, algo utilizado principalmente em comerciais e musicais, ou quando há alguma falha na captação de som direto, nas produções audiovisuais.
A dublagem é feita em estúdios de dublagem, com profissionais diversos, entre os quais os dubladores que são aqueles que com sua voz e interpretação, substituem as vozes de obras estrangeiras por uma versão nacional. O termo "dublagem" vem do francês doublage que significa substituição de voz.

## História

### Introdução da dublagem na Europa
A preferência de cada país pela dublagem ou legendagem foi decisões tomadas no final da década de 1920 e início da década de 1930. Com a chegada do som ao cinema, alguns países, principalmente por razões políticas ligadas aos nacionalismos da época, escolheram a dublagem como forma de reforçar a identidade e um certo controlo da informação. Entre os países que escolheram a dublagem como principal forma de reprodução pública encontram-se a Alemanha, Espanha, França e Itália. Em 1928, a Paramount Pictures fez um teste com o longa-metragem The Flyer. O primeiro longa-metragem dublado a ser conhecido foi Devil and the Deep.
Na Espanha, a dublagem tem sido mais generalizada desde 1932, quando a Segunda República decidiu introduzi-la em Madrid e Barcelona. Após a Guerra Civil Espanhola, a dublagem foi reforçada pelos regulamentos emitidos pelo governo de Francisco Franco a 23 de abril de 1941, que por sua vez se baseavam na lei de Mussolini de 1938 para a Defesa da Língua. Esta lei foi adotada na Alemanha, Espanha, França e Itália com dois objetivos políticos: nacionalismo através da identidade linguística e, mais subtilmente, controlo através da censura de ideias estrangeiras que poderiam ser alheias aos interesses nacionais.

### Introdução da dublagem na América Latina
No México, a dublagem começou no auge da era de ouro do cinema mexicano, quando Hollywood estava a investir dinheiro em filmes mexicanos durante a Segunda Guerra Mundial. Em 1938, a Walt Disney Pictures lançou o primeiro filme inteiramente em espanhol e português, Branca de Neve e os Sete Anões, a versão em espanhol dublada nos Estados Unidos e a em português no Brasil. Devido à variação dos sotaques em espanhol, a empresa decidiu procurar uma opção de dublagem na América Latina. Dumbo foi o primeiro filme inteiramente dublado na Argentina pela empresa Argentina Sono Film. O mesmo caso não aconteceu entre Brasil e Portugal, onde possuem várias variações da língua portuguesa, contudo Portugal começou a exportar a dublagem em português brasileiro. Só em 1993, que Portugal começou com a dublagem em seu território, com o longa de animação O Rei Leão. Em 1942, a Metro Goldwyn Mayer enviou um elenco de dubladores espanhóis de Nova Iorque para a Cidade do México para dublar os seus filmes e as curtas-metragens de Tom e Jerry para toda a América Latina. A maioria dos dubladores vieram da rádio XEW-AM. Além disso, a maior parte da dublagem no México, foi feita para todos os países de língua espanhola do mundo.
O primeiro filme brasileiro a trabalhar com a técnica de dublagem foi Luar do Sertão, de 1949. A Companhia Maristela de Filmes, de propriedade de Mário Audrá Júnior, era uma das principais responsáveis pela sonorização de filmes. Depois ela se tornaria a Gravasom, uma das pioneiras na dublagem de produtos audiovisuais estrangeiros no país.

## Em países lusófonos

### Brasil

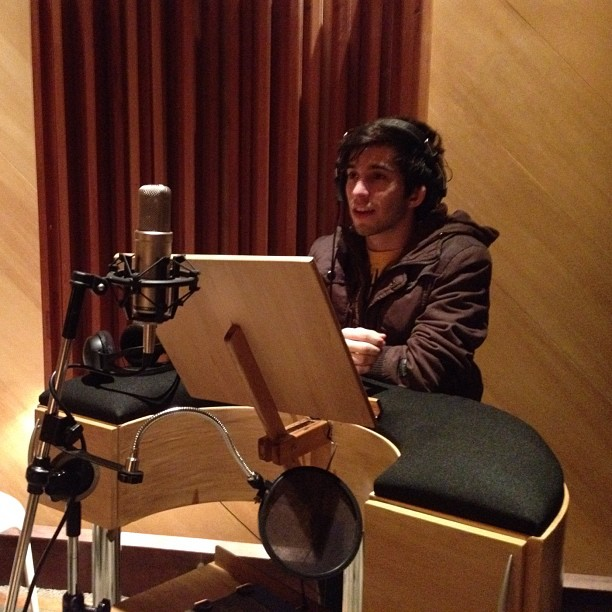
Sessão de dublagem com o ator Mateus Ribeiro.

O primeiro filme a receber uma versão brasileira foi Branca de Neve e os Sete Anões, em 1938, com intervenção direta na organização dos trabalhos dos profissionais de Walt Disney. Os atores de rádio-teatro da Rádio Nacional do Rio de Janeiro, gravaram suas vozes no estúdio Cinelab, e o áudio em seguida foi mixado nos Estados Unidos. Essa produção marcou o início das atividades da dublagem brasileira, seguido por outras criações do mesmo estúdio como Pinóquio, Dumbo e Bambi. Atores de rádio continuaram a ser a base da primeira geração de dubladores, como Borges de Barros, e Orlando Drummond, que seguiria na ativa até a década de 2010 e chegou a entrar no Livro dos Recordes por dublar o personagem Scooby Doo por mais de 35 anos.
Durante as próximas décadas, as técnicas de dublagem passaram a ser utilizadas principalmente nos próprios filmes brasileiros, para corrigir a precariedade do equipamento de som disponível nas produções da década de 1940 e 1950 com uma trilha sonora gravada após as filmagens. Ao mesmo, passava a se fazer o mesmo trabalho para os filmes estrangeiros, em especial com o sucesso da televisão, onde a legibilidade das legendas era limitada. Até o fim da década de 1950, boa parte dos filmes, seriados e desenhos animados exibidos pela televisão no Brasil eram exibidos na sua versão original e com legendas em português. Porém, em 1962, um decreto do presidente Jânio Quadros determinou que todas as produções estrangeiras exibidas pela televisão fossem dubladas. Essa medida impulsionou o crescimento da dublagem no Brasil, e fez com que surgisse vários estúdios de dublagem desde então. Um nome crucial para a dublagem foi o empresário Herbert Richers, amigo de Walt Disney que sempre visitava seus estúdios em Hollywood, e por lá conheceu as técnicas de dublagem, que passou a tentar replicar com seu estúdio homônimo, fundado na década de 1950 no Rio de Janeiro e fechado após a morte de Richers em 2009, e que chegou a ter 80% do mercado nacional de dublagem.
Como a televisão brasileira foi fundada em São Paulo, a cidade também teve de criar suas empresas de dublagem, começando pela Gravason, uma associação da Screen Gems, representada por Hélios Alvarez, com Mário Audrá Jr. (sócio da Cinematográfica Maristela), em 1958, responsáveis pelas vozes do primeiro programa exibido dublado no Brasil, Ford na TV (no original, The Ford Television Theatre). Ao longo dos anos estúdios como BKS e Álamo mantinham São Paulo como grande centros de dublagem, junto com o Rio. A televisão também trouxe atores como Ida Gomes, Lima Duarte, Older Cazarré, e Roberto Barreiros para fazer trabalhos de dublagem.

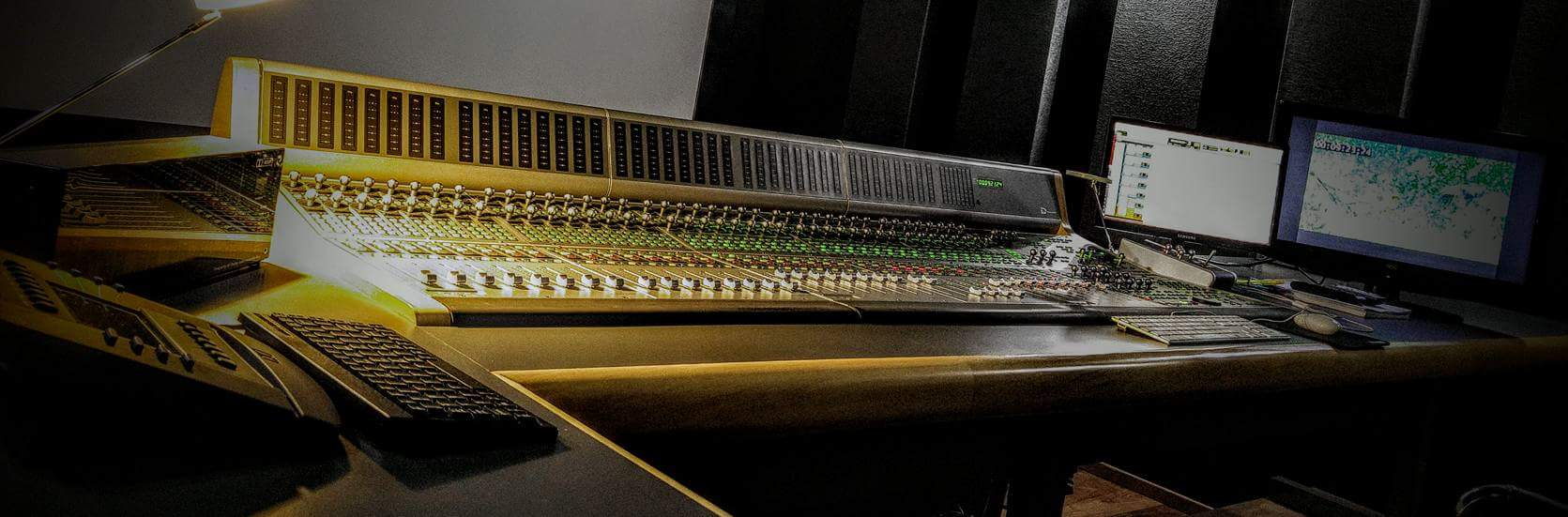
Mesa de mixagem no estúdio Dublavídeo

Inicialmente, todo o elenco de dublagem de um filme gravava junto pois só havia um canal de áudio disponível para as gravações das vozes. Atualmente os dubladores atuam separadamente, cada um em seu tempo, com programas de mixagem como Pro Tools unindo o trabalho depois.
No início do século XXI a televisão por assinatura tem vindo a providenciar uma alta de conteúdo para os estúdios, em especial quando pesquisas de opinião indicaram que boa parte dos espectadores preferiam dublagem ao áudio original. Certos canais fechados de TV chegaram a aumentar sua audiência com conteúdo dublado. As telenovelas hispânicas e turcas vêm sendo dubladas no Brasil, para países de língua portuguesa na África. Somado ao conteúdo providenciado por sites de streaming, estúdios de dublagem começaram a surgir fora do eixo Rio-São Paulo, com trabalhos proeminentes sendo designados para a Dubbing Company de Campinas, Doxa Way e Scriptus de Belo Horizonte, Dublagem Curitiba, e KF Studios e Radioativa Game Sounds de Porto Alegre.

#### Legislação
Na legislação brasileira, dubladores necessitam do registro profissional de ator para trabalharem com dublagem, porém:
- Até 16 anos de idade, o registro profissional para dubladores fica condicionado à autorização dos pais ou responsáveis legais,[34] como também a um alvará autorizando o trabalho do menor, expedido pelo Juizado da Infância e da Juventude.[34]
- Para se trabalhar com dublagem, se faz necessário o Registro Profissional de Ator (popularmente chamado de DRT), o qual é expedido pela Delegacia Regional do Trabalho.[35] Mas pode ser requerido pelo SATED regional (Sindicato dos Artistas e Técnicos em Espetáculos e Diversões), que emite um documento de capacitação profissional, o qual é acatado pelo Ministério do Trabalho e Emprego. Para o registro no MTE, são necessários diploma ou certificados de conclusão de curso (técnico ou superior) reconhecido pelo MEC, ou o atestado de capacitação do sindicato.[35]
- A Lei 6533/78 é a lei que rege a atividade do ator/atriz em território brasileiro.[36]
- A Lei 9610/98 é a que define Direitos Autorais e Conexos de atores e dubladores, em território nacional.[37]

Desde 11 de novembro de 2009 os créditos para os dubladores no Brasil são obrigatórios por lei, Lei nº 12.091. Até o momento só o SBT, Record e a Band cumprem. A Globo, TV Cultura, TV Gazeta e RedeTV! não cumprem, pois não exibem os créditos com os nomes dos dubladores brasileiros.

#### DublaCon
Em dezembro de 2021, foi realizada a primeira convenção para dubladores, a DublaCon, feita com apoio do TikTok.

### Portugal

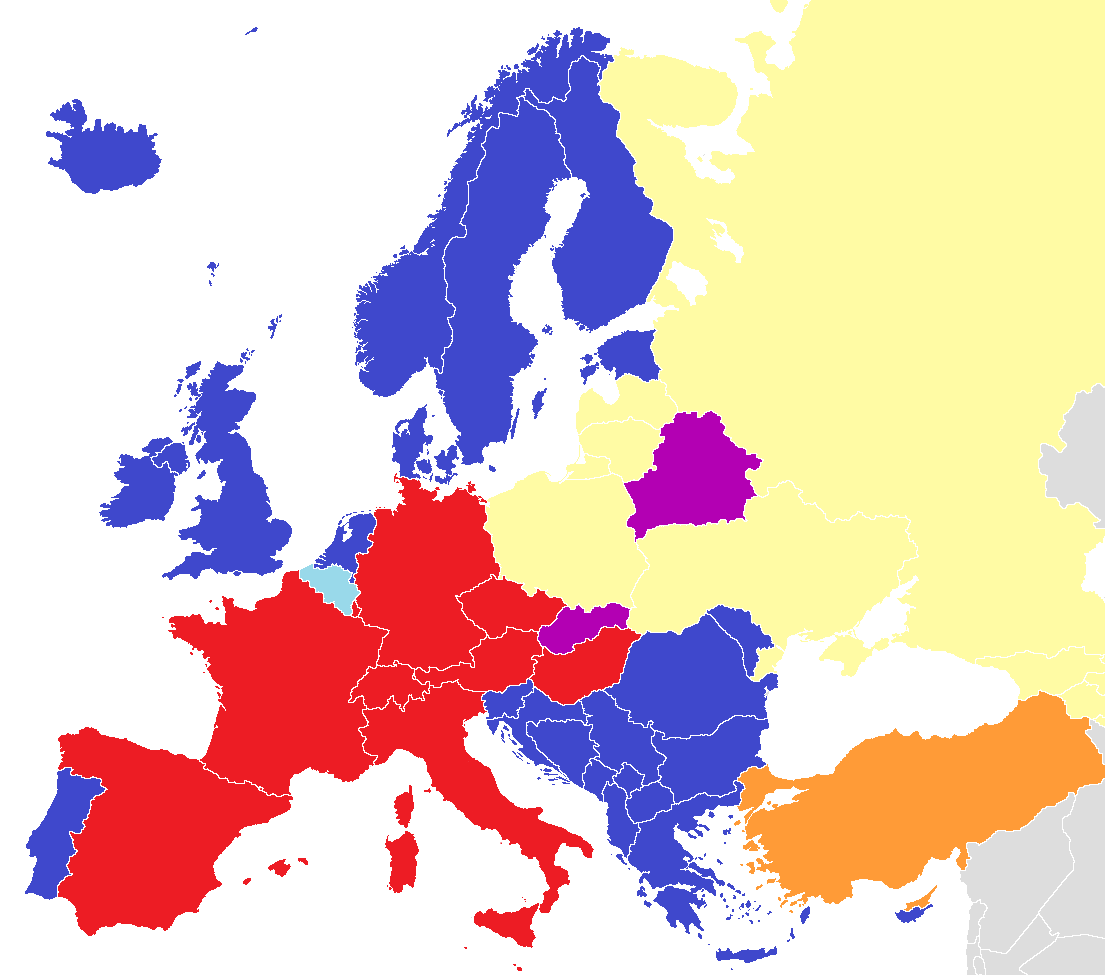
Dublagem somente para crianças — nos restantes utilizam-se legendas.
Zonas mistas — países que, ocasionalmente, utilizam um elenco completo para a dublagem e nos restantes casos utilizam legendas.
Voz sobreposta — países que, geralmente, utilizam um ou mais atores de voz que se sobrepõem à banda sonora original.
Dublagem generalizada — países que, exclusivamente, utilizam um elenco completo para a dublagem de filmes e telesséries.
Bélgica: A região de língua holandesa ocasionalmente produz versões de dobragem de dialeto próprio, caso contrário, apenas legendas. A região de língua francesa usa exclusivamente uma dublagem completa, tanto para filmes quanto para séries de TV.
Países que, ocasionalmente, produzem dublagens próprias, embora, também, utilizem versões dubladas de outros países por se tratarem de idiomas semelhantes e o público compreendê-las sem dificuldade. (Bielorrússia e Eslováquia)

Em Portugal não existe uma grande tradição de dobragem — ao contrário do que acontece na vizinha Espanha e com a maioria dos países da Europa Ocidental —, sendo que esta foi limitada, ao longo do tempo, quase em exclusivo aos filmes de animação infantil e ainda o é assim, praticamente, nos dias de hoje. A dobragem chegou a Portugal em 1936, numa época em que o cinema português lograva estimulantes resultados. A primeira dobragem no país ocorreu no filme francês O Grande Nicolau, do realizador Charles-Félix Tavano. Neste projeto associaram-se a distribuidora Filmes Império e a Tobis Portuguesa, com o apoio da congénere francesa, contando com as vozes de vedetas do cinema português à época, tais como Vasco Santana, Hortense Luz, Rafael Marques e Francisco Ribeiro. A estreia ocorreu em janeiro de 1936, em Lisboa e no Porto, com assinalável sucesso de público. Todavia, pelo facto de a publicidade — referindo, embora, tratar-se de dobragem — salientar a participação das vedetas atrás referidas, parte do público protestaria por não os ver em ação.
Todavia, a modalidade não vingou, sobretudo por incapacidade tecnológica e por deficiências de sincronização, além da escassa rendibilidade económica. Assim, a quase totalidade do audiovisual passou a ser legendada, exceptuando os filmes, que eram exibidos e comercializados com a dobragem vinda do Brasil. Em 1948, uma lei do Governo Salazar proibiu a dobragem para o português europeu, como uma forma de proteger a indústria cinematográfica nacional e reduzir o acesso à cultura, já que a maior parte da população portuguesa era analfabeta. Em 1961, as dobragens portuguesas para a televisão portuguesa foram autorizadas exclusivamente apenas para publicidade, mas estava pendente de um regulamento que nunca existiu. Mais tarde, em 1966, passou a ser autorizada também para programas infanto-juvenis. A primeira série de desenho animado que a RTP decidiu apostar para iniciar essa autorização foi O Carrosel Mágico, com os atores João Perry, Luís Horta e Maria de Lurdes de Carvalho a emprestarem as suas vozes aos bonecos, fazendo muito sucesso entre o público infantil. Depois disso, o canal estatal parou com as dobragens das animações até ao fim do Estado Novo. Depois do fim do Estado Novo (em 1974), a RTP reinicia a aposta, desta vez com alguns animes nipónicos.
Até 1994, filmes de animação, bem como outras séries de TV infantis exibidas em Portugal, eram exibidas com dobragem em português brasileiro devido à falta de interesse de empresas portuguesas na indústria de dobragem. Essa falta de interesse se justificava, já que, na época, havia cópias dobradas de qualidade de programas e filmes em português feitas por brasileiros. A partir de 1994, esse facto alterou-se com a realização da primeira dobragem portuguesa de um filme da Walt Disney: O Rei Leão. Atualmente, a par dos novos filmes, também estão a ser feitas reedições em português europeu dos grandes clássicos desta companhia (anteriores a O Rei Leão), aproximando-se a linguagem dos diálogos e canções destas produções ao discurso e imaginário português. Quanto à televisão, na estação pública RTP, as produções estrangeiras são habitualmente exibidas na língua original com as respetivas legendas, sendo exemplo disso a série Os Simpsons. No entanto, ao contrário das séries e filmes para adultos, na estação privada SIC, as séries infanto-juvenis, como os Power Rangers, Arrepios ou O Mundo de Patty foram já transmitidas numa versão portuguesa, tal como aconteceu com as telesséries Dawson's Creek e Hannah Montana exibidas pela TVI.
Os canais da televisão por cabo destinados ao público infanto-juvenil são, neste sentido, os grandes promotores de dobragens em Portugal, devido às especificidades do seu público-alvo. O Canal Panda, o Panda Biggs, o Disney Channel, o Nickelodeon e o Cartoon Network dobram a maioria dos seus desenhos animados, filmes e séries. A par destes canais, nos últimos anos, os canais de exibição de documentários, como o Canal de História ou o Canal Odisseia têm, também, realizado algumas dobragens de programas sobre factos históricos, ciência, tecnologia e/ou vida animal. Contudo, apesar destas introduções, é possível afirmar, de um modo geral — ainda que não haja fontes oficiais sobre o assunto — que a maioria dos portugueses prefere ver os filmes, telesséries e documentários estrangeiros legendados ao invés de dobrados em português, uma vez que consideram que a dobragem retira caráter à produção original.

## Dublador
O dublador ou dobrador é a pessoa que tem a função de ceder sua voz e interpretação, em idioma local, a um ou vários personagens, a fim de substituir a voz dos atores ou dubladores originais de filmes, animações, seriados, documentários, programas de televisão estrangeiros, etc. As falas de um dublador normalmente não são escritas por ele próprio, mas sim por um tradutor, que faz a adaptação da obra original ao idioma local.

## Alternativas

### Legendas
Legendas podem ser usadas em vez da dublagem, já que países diferentes têm diferentes tradições em relação à escolha entre dublagem e legendagem. Em DVDs com orçamentos de tradução mais elevados, a opção para ambos os tipos será frequentemente fornecida para dar conta das preferências individuais; os puristas geralmente exigem legendas. Para pequenos mercados (pequena área de linguagem ou filmes para um público seleto), a legendagem é mais adequada, porque é mais barata. No caso de filmes para crianças pequenas que ainda não sabem ler ou não lêem rápido o suficiente, a dublagem é necessária.
Na maioria dos países de língua inglesa, a dublagem é relativamente rara. Em Israel, alguns programas precisam ser compreensíveis para falantes de hebraico e russo. Isso não pode ser feito com a dublagem, então a legendagem é muito mais comum às vezes até com legendas em vários idiomas, com a trilha sonora permanecendo no idioma original, geralmente em inglês. O mesmo se aplica a certos programas de televisão na Finlândia, onde o finlandês e o sueco são ambos idiomas oficiais.
Na Holanda, Flandres, países nórdicos, Estônia e Portugal, filmes e programas de televisão são mostrados no idioma original (geralmente inglês) com legendas, e apenas desenhos animados e filmes infantis e programas são dublados. Os cinemas geralmente mostram uma versão dublada e outra com legendas para esse tipo de filme, com a versão legendada mostrada.
Em Portugal, a TVI, fez uma dublagem da série norte-americana Dawson's Creek. A RTP também exibiu Friends em uma versão dublada, mas foi mal recebida e depois foi re-transmitida em uma versão legendada. Cartoons, por outro lado, são geralmente dublados, às vezes por atores conhecidos, até mesmo na TV. Filmes animados geralmente são lançados nos cinemas em versões legendadas e dubladas.
Na Argentina e Venezuela, canais locais de filmes e séries de TV sempre são exibidas em versão dublada, como exigido por lei. No entanto, essas mesmas séries podem ser vistas em canais a cabo em slots de tempo mais acessíveis em sua versão legendada e geralmente antes de serem exibidas na TV aberta. Em contraste, a série The Simpsons exibido em sua versão dublada no México, tanto na televisão aberta quanto na tv cabo da Fox, que transmite a série pro canal. Embora a primeira temporada da série tenha aparecido com legendas, isso não continuou nas temporadas seguintes.

### Dublagem e legendagem
Na Bulgária, as séries de televisão são dubladas, mas a maioria dos canais de televisão usa legendas para filmes de ação e drama. O AXN usa legendas para suas séries, mas a partir de 2008 começaram usar a dublagem. Apenas os canais Diema dublam todos os programas. Filmes nos cinemas, com exceção de filmes para crianças, usam dublagem e legendas. Programas de televisão geralmente são feita usando dublagem mas geralmente, vozes de atores profissionais, ao tentar dar a cada personagem uma voz diferente, usando entonações apropriadas. Dublagens com vozes sincronizadas é raramente usado, principalmente para filmes de animação. Mrs. Doubtfire é um raro exemplo de um longa-metragem dublado dessa maneira no Canal 1 do BNT, embora uma versão legendada seja atualmente exibida em outros canais.
As séries de animação da Walt Disney Television (como DuckTales, Darkwing Duck e Timon & Pumbaa) só foram ao ar com vozes búlgaras sincronizadas no Canal 1 do BNT até 2005, mas depois as séries da Disney foram cancelados. Quando a exibição da série da Disney foi retomada na Nova Television e na Jetix em 2008, as dublagens foram usadas, mas as traduções de filmes animados da Disney ainda usam vozes sincronizadas. A voz sobreposta não é usada em lançamentos do cinema. A lei da indústria cinematográfica búlgara exige que todos os filmes infantis sejam dublados, e não legendados. A Nova Television dublou e transmitiu o anime Pokémon com vozes sincronizadas. Agora, o programa vai ao ar no Disney Channel, também de forma sincronizada.

## Uso global
A dublagem também é usada em aplicativos e gêneros diferentes do cinema tradicional, incluindo videogames, televisão e filmes pornográficos.

### Jogos eletrônicos
Muitos jogos de vídeo produzidos originalmente nos países da américa do norte, Japão e PAL são dublados em línguas estrangeiras para serem lançados em áreas como a Europa e a Austrália, especialmente para videogames que dão grande ênfase ao diálogo. Como os movimentos da boca dos personagens podem fazer parte do código do jogo, às vezes é possível sincronizar os lábios com a recodificação dos movimentos da boca para combinar com o diálogo no novo idioma. O mecanismo Source gera automaticamente dados de sincronização labial, facilitando a localização dos jogos.
Para obter a sincronização quando as animações são destinadas apenas ao idioma de origem, o conteúdo localizado é geralmente gravado usando técnicas emprestadas da duplicação de filmes (como rythmo band) ou, quando as imagens não estão disponíveis, a dublagem localizada é feita usando áudios de origem como referência. A sincronização de som é um método em que os áudios localizados são registrados correspondendo ao tamanho e às pausas internas do conteúdo de origem.
Para a versão européia de um videogame, o texto na tela do jogo está disponível em vários idiomas e, em muitos casos, o diálogo é copiado para cada idioma respectivo.
A versão norte-americana de qualquer jogo está sempre disponível em inglês, com texto traduzido e diálogo dublado, se necessário, em outras línguas, especialmente se a versão norte-americana do jogo contiver os mesmos dados que a versão européia. Vários jogos japoneses, como os das séries Sonic the Hedgehog, Dynasty Warriors e Soul, são lançados com o áudio japonês original e a dublagem em inglês incluídos.

### Televisão
A dublagem é ocasionalmente usada em transmissões de televisão em rede de filmes que contêm diálogos que os executivos ou censores da rede decidiram substituir. Isso geralmente é feito para remover palavrões. Na maioria dos casos, o ator original não desempenha esse dever, mas um ator com voz semelhante lê as alterações. Os resultados são às vezes contínuos, mas, em muitos casos, a voz do ator de substituição não soa como o artista original, o que se torna particularmente perceptível quando um extenso diálogo deve ser substituído. Além disso, muitas vezes fácil de perceber, é a súbita ausência de sons de fundo no filme durante o diálogo dublado. Entre os filmes considerados notórios pelo uso de atores substitutos que soam muito diferentes de suas contrapartes teatrais estão a série de filmes Smokey and the Bandit e Die Hard, como mostrado em emissoras como a TBS. No caso de Smokey and the Bandit, a extensa dublagem foi feita para a primeira exibição da ABC Television em 1978, especialmente para o personagem de Jackie Gleason, Buford T. Justice. A dublagem de sua frase "filho da puta" tornou-se o mais agradável (e memorável) "vagabundo escravo", que se tornou um slogan da época.
A dublagem é comumente usada também na televisão de ficção científica. O som gerado pelo equipamento de efeitos, como bonecos animatrônicos ou movimentos de atores em conjuntos elaborados de contraplacado de vários níveis (por exemplo, pontes de naves estelares ou outros centros de comando), muitas vezes torna inutilizável o diálogo do personagem original. O Stargate o Farscape são dois exemplos principais em que o ADR é usado intensamente para produzir áudio utilizável.
Como algumas séries de anime contêm palavrões, os estúdios que gravam, os dubladores ingleses frequentemente regravam certas cenas se uma série ou filme for transmitida no Cartoon Network, removendo referências à morte e ao inferno também. Algumas empresas oferecerão uma versão editada e uma versão sem cortes da série em DVD, para que haja um script editado disponível caso a série seja transmitida. Outras empresas também editam a versão completa de uma série, o que significa que mesmo nos caracteres de DVD não cortados dizem coisas como "Blast!" e "Droga!" no lugar das profanidades do diálogo original. A dublagem em inglês da Bandai Entertainment de G Gundam é infame por isso, entre muitas outras coisas, com cenas como "Barman, mais leite".
A dublagem também tem sido usada para fins cômicos, substituindo cenas de diálogo para criar comédias a partir de imagens que originalmente eram outro gênero. Exemplos incluem as séries australianas The Olden Days e Bargearse, re-dublado a série de drama e ação australiana de 1970, respectivamente, a série irlandês Soupy Norman, re-dublado de Pierwsza miłość, uma novela polonesa, e Most Extreme Elimination Challenge, uma cômica dublagen da série japonês Takeshi's Castle.

## Voz sobreposta
A tradução áudio em uma língua estrangeira nem sempre implica a exclusão do idioma original. Em alguns países, um artista pode ler o diálogo traduzido como uma narração. Isso geralmente ocorre na Rússia e na Polônia, onde "lektories" ou "lektors" leem o diálogo traduzido para o russo e o polonês. Na Polônia, um locutor leu todo o texto. No entanto, isso é feito quase exclusivamente para os mercados de televisão e home video, enquanto as versões de cinema são geralmente legendadas. Recentemente, no entanto, o número de filmes totalmente dublados de alta qualidade aumentou, especialmente para filmes infantis. Se existe uma versão dublada de qualidade para um filme, ela é exibida nos cinemas. No entanto, alguns filmes, como Harry Potter ou Star Wars, são exibidos em versões dubladas e legendadas, variando com o tempo. Esses filmes também são exibidos na TV (embora alguns canais os deixem e façam uma tradução padrão de um narrador) em VHS/DVD. Em outros países, como o Vietnã, a técnica de voice-over também é usada para lançamentos cinematográficos.
Na Rússia, existe a narração de todas as cenas por uma única pessoa, geralmente encontrada apenas em cópias ilegais de filmes e na televisão a cabo. Dublagens profissionais sempre incluem pelo menos dois atores de gênero oposto, traduzindo o diálogo. Alguns títulos na Polônia foram dublados dessa maneira também, mas esse método carece do apelo ao público, então é muito raro agora.
Em ocasiões especiais, como festivais de cinema, a interpretação ao vivo é geralmente feita por profissionais.

## Dublagem em dialetos
No caso de idiomas com grandes comunidades (como inglês, chinês, português, alemão, espanhol ou francês), uma única tradução pode parecer estrangeira para falantes nativos em uma determinada região. Portanto, um filme pode ser traduzido em um dialeto de uma determinada língua. Por exemplo, o filme de animação The Incredibles foi dublado para espanhol europeu, espanhol mexicano, espanhol neutro (que usou o dublador mexicano) e espanhol Rioplatense (embora pessoas do Chile e do Uruguai notassem um forte sotaque por tendo da maioria dos personagens do Rioplatense tradução espanhola). Nas regiões de língua espanhola, a maior parte da mídia é dubladas apenas duas vezes em espanhol (espanhol europeu, para a Espanha) e espanhol neutro (para a América Latina, que é o espanhol mexicano, mas evita coloquialismos).
Outro exemplo é a dublagem de dialetos franceses de The Simpsons, que é completamente diferente em Quebec e na França, sendo o humor muito diferente para cada público (ver versões não inglesas de The Simpsons). Em Quebec são geralmente críticas as dublagens da França de The Simpsons, que muitas vezes não acham divertido. A rede francesa Télétoon, transmitiu a dublagem de Quebec dos The Simpsons, bem como as dublagens parisiense francês de Futurama e Family Guy, que eram ambos semelhantes a dublagem parisiense para The Simpsons. Os dois últimos episódios foram retirados da rede, enquanto The Simpsons continua com sua transmissão no Télétoon.
A dublagem francesa de filmes em Quebec, embora geralmente feita em francês padrão sem sotaque, pode soar peculiar para o público na França por causa da persistência de alguma expressão regionalmente neutra e porque os artistas franceses de Quebec pronunciam nomes anglo-saxônicos com sotaque americano, enquanto francês intérpretes não. Ocasionalmente, por razões de custo, os filmes americanos direto para vídeo, como o filme de 1995 When the Bullet Hits the Bone, são lançados na França com uma dublagem em Quebec, às vezes resultando no que alguns membros do público francês percebem como humor não intencional.
Portugal e o Brasil também usam diferentes versões de filmes e séries dubladas. Uma vez que a dublagem nunca foi muito popular em Portugal, durante décadas, os filmes infantis foram distribuídos usando a dublagem brasileira de maior qualidade (ao contrário da série de TV infantil — tradicionalmente dublada em português europeu). Só nos anos 90 a dublagem começou a ganhar importância em Portugal. The Lion King tornou-se a primeira longa-metragem da Disney a ser completamente dublado para o português europeu e, posteriormente, todos os principais filmes de animação ganharam versões em português europeu. Em recentes lançamentos em DVD, a maioria desses clássicos dublados no Brasil foi lançada com novas dublagens em português, eliminando a predominância de dublês brasileiros em Portugal.
Da mesma forma, na região de fala holandesa da Flandres, na Bélgica, os desenhos animados são frequentemente dublados localmente por artistas flamengos, em vez de usar trilhas sonoras produzidas na Holanda.
A região de língua alemã, que inclui a Alemanha, a Áustria, a parte de língua alemã da Suíça, e o Liechtenstein compartilham uma versão comum dublada em alemão. Embora existam algumas diferenças nos dialetos alemães, todos os filmes, programas e séries são dublados em uma única versão alemã padrão que evita variações regionais no público que fala alemão. A maioria dos dubladores é basicamente alemã e austríaca, já que há uma longa tradição de dublagem de filmes. A Suíça, que tem quatro idiomas oficiais (alemão, francês, italiano e romanche), geralmente usa versões dubladas feitas em cada país (com exceção do romanche). O Liechtenstein utiliza apenas versões dubladas em alemão.
Às vezes, os filmes também são dublados em vários dialetos alemães (Berlinerisch, Kölsch, Saxonian, Austro-Bavarian ou Swiss German), que se referem especialmente a filmes de animação e filmes da Disney. Estes são feitos para diversão e como um "recurso especial" adicional para atrair o público para comprá-lo. Filmes de animação populares, dublados de dialetos alemães, incluem filmes de Asterix (além de sua versão alemã padrão, cada filme tem uma versão em dialeto particular).
Alguns filmes de live-action ou séries de TV têm um dublagem de dialeto alemão adicional: Babe[carece de fontes?] e sua continuação, Babe: Pig in the City (alemão, austríaco alemão, alemão suíço); e Rehearsal for Murder, Framed (Alemão da Áustria); The Munsters, Serpico, Rumpole (Alemão da Áustria) e The Thorn Birds (apenas dublagem alemã).
Antes da reunificação alemã, a Alemanha Oriental também fez sua própria versão em alemão. Por exemplo, Olsen Gang e a série animada húngara The Mézga Family foram dublados na Alemanha Ocidental.
Geralmente, há duas dublagens produzidas em dialetos do servo-croata: sérvio e croata. Sérvio para Sérvia, Montenegro e Bósnia e Herzegovina; Croata para a Croácia e partes da Bósnia e Herzegovina.

## Evolução
Nos primórdios da dublagem, devido ao fato de que o material usado para mixar voz e áudio era fotográfico e não digital como é hoje, e os dubladores eram atores de teatro e rádio com pouca ou nenhuma formação formal para a técnica, o procedimento a seguir consistia em fazer gravações de várias páginas de texto que deviam ser memorizadas previamente. As cenas tiveram que ser ensaiadas antes de serem gravadas, tanto para conseguir uma boa sincronização com os movimentos labiais dos atores originais, quanto para poder imitar sua interpretação. Assim, a dublagem de filmes demandava muitas semanas de trabalho.